# Бој на Дубљу
Бој на Дубљу је била велика битка између српских устаника и турске војске, која се одиграла у мачванском селу Дубље, 14/26. јула 1815. године. У бици су живот изгубиле српске војводе Милић Дринчић и Сима Ненадовић, али су Турцима нанети велики губици. Устаници кнеза Милоша зауставили су турске трупе из Босне и заробили Ибрахим-пашу Никшићког. Том битком је завршен оружани део Другог српског устанка.

## Ток битке
Срби и Турци су се сукобили код Дубља. Турака је било око 1.300, а Срба 1.500. Турци се ушанче у шанац који је био изграђен од раније...
Шанац је био облика квадрата, са високим бедемом и дебелим палисадима. Имао је широка и тешка врата за испад коњице и троја мања врата за испад пешадије. Између палисада биле су уже пушкарнице, а на углу на табљама су била два лака топа. По банкетима су била места за пешаке, док је коњица имала заклоњено место у средини...
Пошто је шанац био несигуран са једне стране, помоћ народа који су похватали, натерају их да око шанца направе полукружни јарак са оградом о прошћа...
Турци су због врућине направили хладњаке од грања око шанца, али су их Срби попалили, па се шанац видео ноћу као и дању.
Ноћ пре битке, падала је киша. Војвода Молер је молио Милоша Обреновића да изврши напад коњицом, али је Милош одбио, говорећи да ће услед кише да покисне оружје и барут, па Срби неће моћи да пуцају на Турке.
Турцима је следеће јутро пред бој било нелагодно, јер су за разлику од Срба морали да леже у блату и каљузи, која је настала од мешања воде од кише и земље у шанцу.
Срби направе по Милошевој и Молеровој идеји штитове од палисада и домузараба (свињских кола), којима би се пешаци и коњаници штитили... Српска коњица је облетала око шанца, обасипајући га паљбом из кубура, мускета и осталих пушака... За то време, пешадија заштићена штитовима које је направила, доспе до шанца док су се Турци бавили коњицом и упадне у шанац...
У шанцу потом настаде општа кланица и борба јатаганима, ножевима и сабљама.
У општем метежу, Турци почну да беже, па их коњица и остали пешаци стигну и посеку...
За време напада на шанац погинули су Руднички војвода Милић Дринчић и Ваљевски војвода Сима Ненадовић. Дринчић је код капије спречавао Турке да побегну и био је погођен, док је Сима Ненадовић у одсудном моменту на коњу повео јуриш на шанац и са коњем прескочио грудобран и палисаде, да би га у доскоку Турци дочекали на плотун који му је прошао кроз пазух. Од рањавања остао је на месту мртав.
Поред Милића Дринчића и Симе Ненадовића, од виђенијих Срба су у боју учествовали Узун Мирко Апостоловић, Сима Милутиновић Сарајлија и Марко Гарашанин (син Илије Гарашанина). Сима Милутиновић Сарајлија је имао последице од боја, тако да је до краја живота морао да носи утеге од јеленове коже.
Током боја ухваћен је Ибрахим паша Никшићки, али га је Милош поштедео, и поступао са њим уљудно, вративши му сабљу.У боју је погинуо и Ибрахим-пашин син, Осман-бег. Током хватања Ибрахим-паше десио се инцидент, када су неки устаници су покушали да опљачкају пашу. Милош дошавши на лице места, пође да спречи устанике да опљачкају турског пашу. Један устаник је уперио пушку у кнежеве груди, али га је Сима Паштрмац убио и спасао живот Милошу. Од турских команданата, спасао се четовођа Талаш, који је на коњу утекао попу Николи Смиљанићу. Поп Смиљанић је тада повикао: „Е Талаше, штета, такав коњ за таквог јунака.”

## Топографија бојишта
За разлику од претходних великих устаничких победа, где се борба одигравала на терену са узвишењима, терен у Дубљу је равница. Битка се одиграла на равном простору ливаде попа Машића, где је турска претходница решила да подигне шанац.

## Опис шанца
Шанац је био облика квадрата, са високим бедемом и дебелим палисадима. Имао је широка и тешка врата за испад коњице и троја мања врата за испад пешадије. Између палисада биле су уже пушкарнице, а на углу на табљама су била два лака топа. По банкетима су била места за пешаке, док је коњица имала заклоњено место у средини...
У књизи Мачва Миливоја Васиљевића, пише да је шанац у Дубљу једини фортификациони објекат у Мачви из Другог српског устанка. Подигнут је поред Китошког пута на десној обали Битве, у ливади попа Машића. Шанац је имао све елементе фортификације, са грудобраном ојачаним палисадима, и са дрвеном капијом, на којој је погинуо ваљевски војвода Дринчић, приликом јуриша. Шанац је био урађен за неколико сати рада и у њему је било смештено 1.300 Турака.
Облик и величина шанца су по речима из књиге непознати. Анта Алексић 80-тих година оставио је запис да је готово сваки траг шанца уништен, остало је само ћоше од четвоространог редута.
По речима Спасоја Павића који је био присутан изради шанца уочи самог боја, а чије речи је забележио прота Јова Илић, шанац је био добро заравњен прошћем и доплетен јасеновим прућем.

## Прослава боја
Мачвани сваке године обележавају овај датум, сећајући се свих јунака, који су положили животе за велику победу српске војске у боју на Дубљу. У другој половини јула, одржава се традиционална манифестација „Бој на Дубљу“, која траје два дана. Првог дана одржава се такмичење младих у хајдучком надметању и културно-уметнички програм. Другог дана одржава се такмичење одраслих, а културно-уметнички програм подразумева представљање првих ансамбала, певачких група, као и представа. Оба дана одржава се изложба слика Мачванских сликара.
Сваке године, поред културно-уметничких друштава, допринос манифестацији дају и мачвански сликари и вајари на тродневној сликарској колонији у порти дубљанске цркве. У традиционалном надметању за Војводу Дубљанског такмиче се млади момци из околних села.
Споменик Боју на Дубљу (1815) подигнут је у центру села, у оквиру споменика учесницима ранијих ратова, који има статус споменика културе. На њему је написано: „Боју на Дубљу 26. VII 1815.“

## Битка у популарној култури
Битка је екранизована у серији Вук Караџић у седмој епизоди. У екранизацији су сцене борбе изостављене, док је снимљена сцена бекства Турака на коњу и Срби како их јуре, током које је Ибрахим паша Никшићки пао с коња и био заробљен, и снимљен је његов разговор с Милошем, у ком каже Милошу : „Да Цар зна какву војску имаш, он би овом народу више права дао...Милоше, ако си рад да твоје судство и господство буде над овом земљом, приони Цару уз скуте и Цар ће ти дати да будеш везир”
Битку је илустровао стрип аутор Горан Ђукић Горски у оквиру изложбе „Ето мене, ето вас, сећања кнеза Милоша на Други српски устанак, која је приказана у конаку кнеза Милоша на Топчидеру.

## Галерија
- Сима Милутиновић Сарајлија учесник боја
- Сима Ненадовић, погинуо у боју на Дубљу
- Народни музеј Чачак - Војвода Милић Дринчић, рад Јосипа Ухлика
- Устаник бећар
- Пушке коришћене у боју на Дубљу
- Изомеријска мапа боја на Дубљу
- Туг коришћен од стране паша заповедника турске војске
- Араба, врста кола на које су устаници закивали даске ради заштите, а које су Турци прозвали домуз арабе
- Бој на Дубљу уметнички приказ